# خان الباجه جي
خان الباجه جي أحد خانات بغداد، وهو خان كبير انشأه الحاج أبو بكر الباجه جي من كبار تجار بغداد في النصف الاخير من القرن الثاني عشر للهجرة ويتصل بجامع الخفافين من الجهة الشرقية وهو واقع في محلة سوق الشورجة.